# Peinture 194 x 130 cm, 9 octobre 1957
Peinture 194 x 130 cm, 9 octobre 1957 est une peinture réalisée par Pierre Soulages en 1957. Cette huile sur toile est conservée au musée national d'Art moderne à Paris, don de l'artiste à l'État.

## Histoire et composition
Caractéristique de l'année 1957, Peinture 194 x 130 cm, 9 octobre 1957 sera considérée comme suffisamment importante par l’artiste pour être présente dans ses premières rétrospectives de 1960-1961 à Hanovre (Kestnergesellschaft, 12 décembre 1960-22 janvier 1961), puis à Essen (Musée Folkwang, février 1961), La Haye (Musée d'Art de La Haye, 22 mars-24 avril 1961), et au Kunsthaus de Zurich (3-31 mai 1961). 